# Schweizer Badmintonmeisterschaft 1985
Die Schweizer Badmintonmeisterschaft 1985 fand bereits vom 8. bis zum 9. Dezember 1984 statt. Es war die 31. Auflage der nationalen Titelkämpfe im Badminton in der Schweiz.

## Finalergebnisse
| Disziplin    | Sieger                         | Finalist                    | Ergebnis           |
| ------------ | ------------------------------ | --------------------------- | ------------------ |
| Herreneinzel | Pierre Duboux                  | Thomas Müller               | 15-3, 10-15, 15-12 |
| Dameneinzel  | Liselotte Blumer               | Doris Gerstenkorn           | 11-2, 11-1         |
| Herrendoppel | Michael Althaus Thomas Althaus | Pascal Kaul Laurent Kuhnert | 15-9, 15-10        |
| Damendoppel  | Liselotte Blumer Rita Lutz     | Rita Rotach Eliane Huldi    | 15-1, 15-4         |
| Mixed        | Dieter Blumer Liselotte Blumer | Thomas Althaus Eliane Huldi | 15-12, 15-7        |